# ふぞろいの林檎たち
『ふぞろいの林檎たち』（ふぞろいのりんごたち）は、TBS系列の「金曜ドラマ」枠（毎週金曜日22:00 - 22:54）で放送された日本のテレビドラマ。
1983年から1997年にかけて放送され、パートIVまでシリーズ化された。
山田太一原作・脚本。主題歌はサザンオールスターズの「いとしのエリー」。
「ふぞろいの林檎」とは、社会が求めるような規格に当てはまらない落ちこぼれの登場人物たちを指す。

## 概要
ある架空の四流大学を舞台に、学歴が恋愛や進路に暗い影を落としながらも、それを懸命に乗り越えようとする若者の姿を描いた作品。放映当時大学生のテレビ離れが叫ばれていたため、大学生の現実をテーマにしようという話になり、1980年代の大学の大衆化に伴って社会問題となっていた学歴差別を背景にして作られた。パートII以降は、個々の登場人物の成長に重点が置かれている。
脚本家・山田太一の代表作のひとつで、白黒の風景をバックに林檎を放り投げるオープニング映像は、パロディ作品も数多く作られている。また、カラーの風景は新宿副都心を中野坂上の横山設備工業株式会社本社屋上から撮影したものである。
パートI
1983年5月27日から7月29日まで放送。全10回、平均視聴率17.6%。
落ちこぼれ大学生3人の青春を描く。
パートII
1985年3月15日から6月7日まで放送。全13回、平均視聴率18.0%。
林檎たちが学校を出て社会人になる。
パートIII
1991年1月11日から3月22日まで放送。全11回、平均視聴率19.2%。
晴江とその夫である門脇のトラブルがきっかけで、疎遠になっていた仲間たちが再び集まる。
それぞれ30歳を目前にして家庭や仕事で様々な問題を抱える中、大人として逞しく生きていく姿を描く。
パートIV
1997年4月11日から7月4日まで放送。全13回、平均視聴率17.4%。
克彦と美保という若者に出会ったことで、30代半ばとなった仲間たちがまた集まる。

## 登場人物

### シリーズ共通キャスト

#### 主要人物
仲手川 良雄
演 - 中井貴一
生真面目で不器用な青年。奔放な晴江や訳ありの夏恵に翻弄されながらも、こだわりを捨てきれない。メンバーの中では最も大人びているが、とにかく気が弱く人に優しすぎる。東京大学近くの酒屋「仲屋商店」の次男坊で、自宅から四流大学と言われる国際工業大学に通う。家では仲の悪い母と義姉の板挟みに遭うことも。大学卒業後は運送会社に就職し、一人暮らしを始める。長らく晴江との腐れ縁が続きつつも独身生活を続けた後、パートIVでは相崎江里と婚約する。
　岩田 健一
演 - 時任三郎
良雄の仲間。メンバーの中では女性にモテやすく最も大人びているように見えるが、実は3人の中で活発で最もケンカ早い。京都の名家の息子だが、京都大学卒の兄、同志社大学に在学する妹に挟まれ、学歴コンプレックスを抱いている。国際工業大学卒業後は工作機器を扱う商社に就職し、結婚し娘を儲けるが、のちに離婚した。
　水野 陽子
演 - 手塚理美
岩田たちが大学時代に立ち上げたサークルに参加した看護学生で、岩田と付き合うようになる。しっかり者で常識を重んじる慎重派。それ故、恋愛が長続きせず、IV時点で未だ独身でいる。パートIIでは看護師、IIIでは主任、IVでは師長と着実に看護師の道を歩む。死期の迫った入院患者と恋に落ちたことを切掛にまだ日本に馴染みのないホスピスの導入を考え始める。
　宮本（門脇） 晴江
演 - 石原真理子
陽子の親友で同門。良雄と付き合うようになる。陽子とは対称的で奔放な性格。パートIIでは突然看護師をやめ、職を転々とする。パートIIIでは門脇と結婚し、玉の輿に乗るが結婚生活はうまくいかず、良雄と再度恋愛関係に。パートIVではのちにアメリカのロサンゼルスに移住するが三年後に帰国し、最終回では陽子が立ち上げる病院内のホスピススタッフのオファーを快諾する。
　西寺 実
演 - 柳沢慎吾
良雄の仲間。ラーメン屋「金華」の一人息子。お調子者で女好きの典型的な三枚目。メンバーのムードメーカーでありトラブルメーカーでもある。根は悪くないが見栄っ張りで小心者なため、いつも虚勢を張っている。国際工業大学卒業後は、岩田と同じ中堅工作機器メーカーの販売代理店に勤めるが、佐竹の会社に転職したのを経て脱サラし、「金華」の主人となる。サークル活動で知り合った綾子とのちに結婚し、男児を儲ける。
　谷本（西寺） 綾子
演 - 中島唱子
岩田たちが立ち上げたサークルに参加した女子大生。一流女子大学である東洋女子大学に通う。人より容姿が劣っていることにコンプレックスを抱いている。当初は良雄に想いを寄せるが、のちに実と結婚。
　伊吹（本田） 夏恵
演 - 高橋ひとみ
学生時代に良雄が偶然立ち寄った風俗店で働いていた女性。才色兼備だが、時折大胆な行動に出ることもあり、修一のことで自殺未遂を起こしたりする。東京外国語大学出身。
　本田 修一
演 - 国広富之
夏恵の恋人で、後に結婚する。東京大学卒業のエリートだが、人間関係に難があり無職。かなり冷めた性格で他人とのコミュニケーションが苦手。しかし、それも良雄たちと出会ったことによって徐々に氷解していく。

#### 仲手川家
仲手川 耕一
演 - 小林薫（パートIIまで）→水澤心吾（パートIIIのみの出演）
良雄の兄。良雄と同じく寡黙で生真面目で不器用。病弱な妻・幸子と幸子を疎んじる母親・愛子の板ばさみになりながらも「仲屋商店」を切り盛りしている。
余り口には出さないが心底、幸子を愛している。パートIVでは若くして病死したことになっている。
　仲手川 幸子
演 - 根岸季衣
耕一の妻。優しい性格の女性で夫とは相思相愛だが、心臓病を患うなど病弱で子供に恵まれないため、義母の愛子からは疎まれていたが、後に娘・紀子が誕生する。
　仲手川 愛子
演 - 佐々木すみ江
耕一・良雄の母。長男の跡取りができないことが不満で嫁の幸子につらくあたる。また、嫌な事があるとすぐ泣いてしまう。パートIVでは病に冒され、車椅子生活となっている。

#### 西寺家
西寺 知子
演 - 吉行和子
実の母。実と実の父泰治との喧嘩で板挟みになりながらも、懸命にラーメン屋「金華」を切り盛りしている。おっとりした性格だが、肝っ玉が座った明るい女性。夫・泰治が頑固で横暴な性格のため実をかばい、かなり甘やかしている。泰治の死後は失意の日々を送り毎日泣いていたが、平野と出会い、再び「金華」を切り盛りする。

#### その他
佐竹 順治
演 - 水上功治
良雄たちの大学の後輩。金持ちの御曹司で素行が悪く、実や岩田を目の敵にしている。大学卒業後は親の会社の重役となり、学生時代に苛めていた実を自社の営業部長に迎えるが、経営能力の無さと素行の悪さから役職を解任される。パートIIIまでの登場。

### パートI
- 西寺泰治 - 石井均

実の父。ラーメン屋「金華」を経営。ちゃらんぽらんな息子とは中学時代から反りが合わず、何かとトラブルになる。パートIIの第1話で病死。
- 岩田邦行 - 北村和夫

健一の父。高校の校長を務めており、四流大学に在学する健一を忌み嫌っていたが、健一が一流会社に就職する話を聞いた途端に手の平を返したような態度をとるようになる。
- 岩田喜代 - 荒木道子

健一の母。邦行ほどでは無いが、何かと世話を焼かせた健一を疎んでいる。
- 土屋部長 - 中野誠也

大企業「三友商事」の部長。他の重役が学歴重視なのに対して自らは改革派であり、四流大学卒の健一を三友商事に入社させようとするが、後に失脚し、健一の入社話も立ち消えとなる。
- 橋本社長 - 河原崎次郎

健一が当初就職する予定だった下請け会社の社長。
- 島脇邦子 - 千野弘美

愛子が幸子を追い出すために雇った家政婦。良雄に対して家政婦はやめないと宣言するも、耕一の気持ちを知り、家政婦を辞める。
- 学生課 - 津村隆
- 人事課員 - 角野卓造[注 3]
- 佐竹順治の仲間 - 谷村好一 、布施博
- 落合警備士 - 高野真二

健一のバイト先の先輩。
- 過激派 - 小林朝夫
- 「金華」の客 - 松田章生
- パーティーの司会 - 井手ひろし

### パートII
- 平野周吉 - 小林稔侍

実の父の死後、実家の「金華」で働くことになる料理人。かつて自分の店で火事を起こし妻子を失った過去がある。とても無口で朴訥な男で、当初は知子との関係を疑った実だったが、のちに平野の誠実な人柄に惚れ、和解した。
- 相馬課長 - 室田日出男

仲手川が就職した運送会社の上司。がさつで無神経であり、本人に悪気はないのだが仲手川や晴江をいじめ倒す。終盤で晴江と和解。
- 大和田社長 - 近藤準

岩田と実が就職した商社の社長。
- 浜野部長 - 石田弦太郎

岩田と実が就職した商社の部長。岩田の仕事ぶりを高く評価する一方で実には何かと口酸っぱく社会の厳しさを教えることが多い。のちに岩田を含む6人の部下を引き連れて他社に引き抜かれる。
- 大里華江 - 畠山明子

岩田と実が就職した商社の事務員。容姿のコンプレックスが強く、実に対して優しく接する一方で岩田にはきつく当たる。
- 正宮課長 - 岡本信人

岩田が営業を担当する工場の課長。岩田を半分騙して工場の資材課を通さずに製品を発注・転売し自分の借金返済に充てるが、これを商機と睨んだ大和田社長達から代金を帳消しにする代わりに資材課への口利きを頼まれ、逆に篭絡される。
- 研修指導官 - 小野武彦
- 佐竹順治の仲間 - 谷村好一、我王銀次

佐竹が親の会社を継ぐということで、ブレーンとして入れてもらう。
- 日の出食堂の老夫婦 - 原ひさ子、和沢昌治
- 西岡 - 名和宏
- 八木 - 保積ぺぺ
- 賀茂 - 千代田進一
- クラブの支配人 - 山本コウタロー
- 佐竹工業の女性社員 - 片桐はいり
- ロックバンド - C-C-B（関口誠人、渡辺英樹）

### パートIII
- 門脇幹一 - 柄本明

晴江の夫。性格の歪んだ大富豪で、部下を使って晴江を必要以上に束縛し、問題は全て金で解決しようとする。最終回で良雄たちと自分にはないものがあると分かり和解し、晴江にも今までの事を詫び、晴江の幸せを願い離婚した。
- 平野周吉 - 小林稔侍
- 大里華江 - 畠山明子
- 松村姫 - 裕木奈江

門脇のメイド。
- 屈強な男 - キラー・カン

門脇の部下。晴江を拘束しておくために雇われている。
- 屈強な女 - 大島蓉子

門脇の部下。晴江の監視役。普段は感情を表に出さず冷酷に振舞うが、その一方で密かに門脇に想いを寄せていたり、仲屋商店で愛子と幸子の様子を見て姑と不仲だった自分の過去を吐露するような人間的な一面も垣間見せる。
- マスター - 中丸新将
- 岩田百合江 - 門田圭子

健一の妻。娘を授かった直後から夫婦仲は急速に冷え込み、最終的には離婚した。
- 仲手川紀子 - 宮島理奈

仲手川の姪。
- 西寺哲夫 - 篠崎杏兵

実と綾子の息子。
- 丸山慎太郎 - 瀬戸陽一朗

仲手川の部下。仲手川が担当する大口配達の当日に突然退職して姿を消した。
- 大和田社長 - 近藤準
- 浜野部長 - 石田太郎

IIの終盤で岩田と共に他社から引き抜かれたが、IIIでは大口の商談を逃したことで営業職から外される。また、家庭では息子との不仲に悩んでいることを岩田に吐露する。
- 荒井課長 - 渡辺哲

仲手川の上司。
- 中村由子 - 大西智子

佐竹重工業の社員。実に対し親身に接する。
- 木村課長 - 角間進

佐竹重工業の社員。
- 岡崎 - 久米明
- 飯森 - 今福将雄

上記2人は佐竹重工業の重役。
- 小松 - 芦屋小雁
- 小松の部下 - 増田由紀夫
- 中村さん - 仁科扶紀

### パートIV
- 桐生克彦 - 長瀬智也

仲手川とはある事件がきっかけで知り合う。いわば平成の「ふぞろいの林檎」世代。次第に美保と惹かれあい、美保と同棲するようになる。
- 遠山美保 - 中谷美紀

克彦とは父親の行動を知るためにもう一つの事件絡みから知り合うが、仲手川たちとも関わっていく。
- 相崎江里 - 洞口依子

岩田のライバル会社の社員だったが、物語終盤に仲手川と婚約。
- 佐藤晋介 - 北見敏之
- 遠山隆夫 - 中山仁

美保の父。もう一つの事件で桐生から暴力団との関わりを疑われる都議会議員。暴力団から命を救う代償として桐生に口止めの金を手渡し助ける。
- 仲手川紀子 - 児玉真菜
- 西寺哲夫 - 篠崎杏兵
- 西寺香織 - 三村有己

実と綾子の娘。
- 飯坂宮子 - 山岸里紗

岩田の娘。
- 本田達也 - 松崎駿司

夏恵と修一の息子。
- 桜井竜三郎 - 松澤一之
- 川島秀次 - 横田進
- 服部潔 - 矢崎滋
- 服部栄子 - 神保共子
- 田坂部長 - 草野裕
- 栗田弁護士 - 土師孝也
- 大瀬五郎 - 片岡五郎
- 警官 - 斉藤暁

## スタッフ
- シリーズ共通
  - 原作 - 山田太一
  - 脚本 - 山田太一
  - 主題歌 - サザンオールスターズ「いとしのエリー」（Invitation）
  - 製作著作 - TBS
- パートI
  - 演出 - 鴨下信一、井下靖央
  - プロデューサー - 大山勝美、片島謙二
- パートII
  - 演出 - 井下靖央、大山勝美、赤地偉史、鴨下信一
  - プロデューサー - 片島謙二
- パートIII
  - 演出 - 鴨下信一、大山勝美、高橋一郎
  - プロデューサー - 大山勝美
- パートIV
  - 演出 - 井下靖央、加藤浩丈、北川雅一
  - プロデューサー - 大山勝美、北川雅一

## 放送日程

### パートI（1983年）
| 各話                                                       | 放送日        | サブタイトル         | 演出     | 視聴率 |
| ---------------------------------------------------------- | ------------- | -------------------- | -------- | ------ |
| 第1回                                                      | 1983年5月27日 | 学校どこですか       | 鴨下信一 | 15.5%  |
| 第2回                                                      | 6月03日       | 恋人がいますか       | 鴨下信一 | 15.3%  |
| 第3回                                                      | 6月10日       | 生き生きしてますか   | 鴨下信一 | 15.1%  |
| 第4回                                                      | 6月17日       | 何を求めてますか     | 井下靖央 | 15.9%  |
| 第5回                                                      | 6月24日       | 親友は誰ですか       | 井下靖央 | 18.9%  |
| 第6回                                                      | 7月01日       | キスしてますか       | 鴨下信一 | 17.2%  |
| 第7回                                                      | 7月08日       | どんな夢見てますか   | 井下靖央 | 17.2%  |
| 第8回                                                      | 7月15日       | 大きな声が出せますか | 鴨下信一 | 19.2%  |
| 第9回                                                      | 7月22日       | ひとの心が見えますか | 鴨下信一 | 19.9%  |
| 最終回                                                     | 7月29日       | 胸をはっていますか   | 井下靖央 | 21.5%  |
| 平均視聴率 17.6%（視聴率は関東地区・ビデオリサーチ社調べ） |               |                      |          |        |

### パートII（1985年）
| 各話                                                       | 放送日        | サブタイトル               | 演出     | 視聴率 |
| ---------------------------------------------------------- | ------------- | -------------------------- | -------- | ------ |
| 第1回                                                      | 1985年3月15日 | 会社どこですか？           | 井下靖央 | 17.7%  |
| 第2回                                                      | 3月22日       | 空を見ることありますか？   | 井下靖央 | 18.2%  |
| 第3回                                                      | 3月29日       | 転職考えますか？           | 大山勝美 | 17.9%  |
| 第4回                                                      | 4月05日       | 日曜日に誰と逢いますか？   | 大山勝美 | 17.6%  |
| 第5回                                                      | 4月12日       | 友達と続いていますか？     | 井下靖央 | 17.2%  |
| 第6回                                                      | 4月19日       | 愛ってなんですか？         | 井下靖央 | 15.9%  |
| 第7回                                                      | 4月26日       | 大人の世界を見ましたか？   | 赤地偉史 | 16.8%  |
| 第8回                                                      | 5月03日       | そこは迷路じゃないですか？ | 赤地偉史 | 16.4%  |
| 第9回                                                      | 5月10日       | まわりに悲劇がありますか？ | 鴨下信一 | 20.7%  |
| 第10回                                                     | 5月17日       | 星座はなんですか？         | 井下靖央 | 18.1%  |
| 第11回                                                     | 5月24日       | 熱い関係ありますか？       | 井下靖央 | 17.5%  |
| 第12回                                                     | 5月31日       | 本当はなにを求めてますか？ | 赤地偉史 | 20.4%  |
| 最終回                                                     | 6月07日       | 燃え上がるものありますか？ | 井下靖央 | 20.0%  |
| 平均視聴率 18.0%（視聴率は関東地区・ビデオリサーチ社調べ） |               |                            |          |        |

### パートIII（1991年）
| 第1話                                                      | 1991年1月11日 | 旧友と逢いますか？         | 23.8% |
| 第2話                                                      | 1月18日       | 人は変わると思いますか？   | 17.9% |
| 第3話                                                      | 1月25日       | 昔の方がいいですか？       | 18.2% |
| 第4話                                                      | 2月01日       | 大人の実感ありますか？     | 14.8% |
| 第5話                                                      | 2月08日       | チャンスを掴みましたか？   | 19.2% |
| 第6話                                                      | 2月15日       | キツイ体験ありますか？     | 19.0% |
| 第7話                                                      | 2月22日       | 遠くへ行く人いませんか？   | 17.2% |
| 第8話                                                      | 3月01日       | この頃泣くことありますか？ | 21.0% |
| 第9話                                                      | 3月08日       | いくつの人生見ましたか？   | 19.7% |
| 第10話                                                     | 3月15日       | 季節を忘れていませんか？   | 17.9% |
| 最終話                                                     | 3月22日       | 出直す元気がありますか？   | 22.6% |
| 平均視聴率 19.2%（視聴率は関東地区・ビデオリサーチ社調べ） |               |                            |       |

### パートIV（1997年）
- 第1話は114分。

| 各話                                                       | 放送日        | サブタイトル               | 演出     | 視聴率 |
| ---------------------------------------------------------- | ------------- | -------------------------- | -------- | ------ |
| 第1話                                                      | 1997年4月11日 | ほんとの顔が見えますか？   | 井下靖央 | 21.3%  |
| 第2話                                                      | 4月18日       | 誰に関心ありますか？       | 加藤浩丈 | 18.8%  |
| 第3話                                                      | 4月25日       | なに見て熱くなりますか？   | 加藤浩丈 | 16.2%  |
| 第4話                                                      | 5月02日       | 格好がいいのは誰ですか？   | 井下靖央 | 16.7%  |
| 第5話                                                      | 5月09日       | 心の話ができますか？       | 井下靖央 | 15.3%  |
| 第6話                                                      | 5月16日       | あなたの正義はなんですか？ | 北川雅一 | 17.0%  |
| 第7話                                                      | 5月23日       | そっちの道でいいですか？   | 加藤浩丈 | 16.8%  |
| 第8話                                                      | 5月30日       | 近くに闇がありますか？     | 井下靖央 | 17.0%  |
| 第9話                                                      | 6月06日       | 分かってないのは誰ですか？ | 井下靖央 | 17.5%  |
| 第10話                                                     | 6月13日       | 暴れたことがありますか     | 北川雅一 | 16.9%  |
| 第11話                                                     | 6月20日       | 帰るところがありますか？   | 加藤浩丈 | 16.2%  |
| 第12話                                                     | 6月27日       | 忘れていることないですか？ | 加藤浩丈 | 15.4%  |
| 最終話                                                     | 7月04日       | どんな明日が見えますか？   | 井下靖央 | 16.2%  |
| 平均視聴率 17.4%（視聴率は関東地区・ビデオリサーチ社調べ） |               |                            |          |        |

## 受賞歴
- ふぞろいの林檎たちIV（1997年）
  - 第13回ザテレビジョンドラマアカデミー賞[2]
    - 脚本賞（山田太一）

## その他
- 通常テレビドラマでは、オープニングもしくはエンディングのキャスティングクレジットに於いて、主役級の俳優は単独または二人分で、脇役はまとめて表示されることが多いが、このドラマでは主役級でも3人・4人まとめてクレジットされている。また、放送時間と編集時間の関係でパートI - IIIでは、次回予告が省略される回も多かった。
- 主題歌はサザンオールスターズの「いとしのエリー」であるが、挿入歌にも「栞のテーマ」、「My Foreplay Music」、「Bye Bye My Love (U are the one)」、「Ya Ya (あの時代を忘れない)」、「いなせなロコモーション」、「シャ・ラ・ラ」、「ボディ・スペシャル II (BODY SPECIAL)」、「海」など、サザンオールスターズの曲の数々が採用されている。
- 脚本家・山田太一とプロデューサー・大山勝美は1986年『深夜にようこそ』でも再びコンビを組んだ。
- パートI撮影前に共通キャストの8人が初顔合わせを兼ねて合同合宿を行い、お互いに初対面だったためにその時はまだ馴染めなかったそうだが、旅館内で高橋ひとみが突然枕投げを始めた事からキャスト同士の緊張感がほぐれてその後はドラマ内の役柄のように公私共に仲良くなったと手塚理美が度々TV出演時などで語っている。
- 当初本作に「伊吹夏恵」役はなかった。高橋ひとみが1979年に寺山修司演出の舞台で女優デビューした後、彼は大学時代の親友である山田太一が若者の群像劇（本作）の脚本を書くことを人づてに聞いた[3]。それまでの数十年間寺山は山田と会う機会がなかったが、山田の自宅に訪れて「高橋ひとみを何とか出してもらえないか」と頼み込んだ[3]。この結果高橋のために「伊吹夏恵」役が急遽作られ、出演が決まった[3]。寺山は本シリーズのパートI第1話の放送を見ることなく亡くなり、その後高橋は自身の起用の経緯を他の人から知った[3]。高橋は後年、「『ふぞろいの林檎たち』に出させて頂いたおかげで、今の私があると思っています」と感謝の言葉を述べている[3]。ちなみに高橋によると、寺山の葬儀では棺に本作の1話と2話の台本を入れて見送ったという[3]。
- 福島県は、福島テレビ（フジテレビ系列）がパートIの前作である『金曜日の妻たちへ』を以って『金曜ドラマ』のネットを打ち切ったため、パートIは未放送となった。なお、パートII～IVはテレビユー福島で放送された。

## 番組へのオマージュ・パロディ
- テレビ朝日系の『クレヨンしんちゃん』の「テレビドラマのロケ隊が来たゾ」の回で【ふぞろいのナスビたち（漫画ではふぞろいの蛇苺たち）】でパロディされた。春日部の公園でロケされていたが、しんのすけとシロの乱入やドラマの出演者及び撮影クルー同士の喧嘩の原因で撮影は中止。同時に出演者の藤原啓治の不祥事によってドラマの放送は打ち切りに終わった。
- フジテレビ系の『ウッチャンナンチャンのやるならやらねば!』では、パロディ『ふぞろいの林檎たちに愛を込めて』が放送されていた。
- 2009年に放送された片岡物産『モンカフェ』のテレビコマーシャルでは、このドラマの映像を使用し、中井と仲手川良雄が会話をするという映像が4パターン製作された。
- 2011年1月から2011年4月にモバゲータウンのTVCM「いい大人のモバゲー」編に中井貴一、時任三郎、柳沢慎吾が出演。時任、柳沢の役名の姓は『ふぞろい』と同じ（下の名前は異なる）。

## 漫画版
1986年にわたべ淳による作画の漫画版が、書き下ろしでヤングジャンプコミックスより発行された。全1巻。
- 『ふぞろいの林檎たち（ヤングジャンプコミックス）』画：わたべ 淳、集英社、1986年7月、ISBN 978-4088610283

## VHSビデオ・DVD
2002年に、パートI・パートIIがVHS、DVDで販売されている。
- ふぞろいの林檎たち 5巻セット(VHS)、発売元：TBS、販売元：アミューズ・ビデオ、発売日：2002年2月22日
- ふぞろいの林檎たち DVD-BOX 5巻セット、発売元：TBS、販売元：アミューズ・ビデオ、発売日：2002年2月22日
- ふぞろいの林檎たちII 5巻セット(VHS)、発売元：TBS、販売元：アミューズ・ビデオ、発売日：2002年8月23日
- ふぞろいの林檎たちII DVD-BOX 5巻セット、発売元：TBS、販売元：アミューズ・ビデオ、発売日：2002年8月23日